# August Neidhardt von Gneisenau
August Wilhelm Antonius Neidhardt von Gneisenau gróf, született August Wilhelm Antonius Neidhardt néven (Schildau, Szász Választófejedelemség, 1760. október 27. – Posen, Porosz Királyság,1831. augusztus 23.) porosz tábornagy és hadseregreformer. Kolberg erődjének védője, a franciák ellen vívott felszabadító háborúk jelentős alakja, Blücher marsall vezérkari főnökeként nagy szerepe volt a waterlooi győzelemben.

## Élete

### Ifjúsága (1760–1782)
Gneisenau August Wilhelm Neidhardt szász tüzérhadnagynak és Eva Maria Müllernek házasságából született. Az apa „von Neidhardt” alakban használta a nevét. Csak a későbbi évek során került a névhez a „Gneisenau” tag, a család egyik korábbi birtoka, az ausztriai Gneisenau kastély utána. Mikor a későbbi tábornagy beiratkozott az erfurti egyetemre a regiszterben még mint „Antonius Neidhardt” szerepelt. Ezzel szemben a brandenburg-ansbachi tisztek névsorában 1783-ból „Neidhardt von Gneisenau” néven szerepel és ezt a nevet porosz szolgálatban is megtartotta.
Az anyja 1761. október 22-ei halála után az apja nevelőszülőkhöz adta Schildauba vagy Hildesheimbe. 1769-ben anyai nagyapjához került Würzburgba és a nagyapja 1772-ben bekövetkezett haláláig az ottani jezsuita iskolába járt. Ezután tartózkodási helye nem ismert, lehetséges, hogy Würzburg, Schwäbisch Gmünd és Erfurt városaiban lakott.  1777. október 1-jén iratkozott be az erfurti egyetemre és katonai matematikát, tüzérségtant, erődítésművészetet és térképészetet tanult. A laza életvitele folytán a 18 éves ifjú elveszítette a nagyapai örökségét és 1778-ban meg kellett szakítania a tanulmányait. Ezt követően az Erfurtban helyőrséget adó osztrák „Graf Wurmser” huszárezredbe lépett be és közlegényként vonult a bajor örökösödési háborúba. A tescheni béke után 1779-ben Károly Sándor brandenburg-ansbachi őrgróf szolgálatába állt. Az ottani vadász-zászlóalj tiszti névsorában szerepel először azzal a névvel, melyet időközben apja felvett: Neidhardt von Gneisenau.

### Részvétele az amerikai függetlenségi háborúban (1782–83)
Károly Sándor őrgróf, mint ahogy sok más német fejedelem is ebben az időben a pénzhiányt az amerikai függetlenségi háború alatt a katonái Nagy-Britanniának való kölcsönadásával igyekezett enyhíteni. Gneisenau jelentkezett az észak-amerikai küldetésre és hadnagyi rangban 1782-ben Amerikába hajózott. Mivel a háború már csaknem véget ért Gneisenau ideje nagyobb részét a québeci helyőrségben töltötte, ám így is értékes tapasztalatokat szerzett. 1783 végére már visszatért a bayreuthi helyőrséghez és átjelentkezett a gyalogsághoz.

### Felemelkedése a porosz hadseregben (1785–1806)
Az egyhangú szolgálat miatt elhagyta az őrgróf szolgálatát és 1785-ben jelentkezett a porosz hadseregbe. Mielőtt valóban alkalmazták volna, Gneisenau Nagy Frigyes engedélyével hadnagyként hospitált a potsdami főszállásmester törzsénél.  Fiatal főhadnagyként 1786-ban egy könnyű gyalogsági ezredhez került Löwenberg helyőrségébe. A helyőrségben eltöltött ideje alatt megtanult angolul, franciául és lengyelül valamint tanulmányozta a történelmet, irodalmat és a hadtudományokat. 1788. március 17-én Schmiedebergben felvételt nyert a „Zu Den Drei Weltkugeln” szabadkőműves nagypáholyhoz tartozó „Zu den drei Felsen” nevű páholyba.
1790-ben másod kapitánnyá nevezték ki. 1792-től 1795-ig Gneisenau zászlóalja Lengyelország második felosztásában vett részt. 1795-ben századossá léptették elő és századával Tauerbe helyezték át. 1796-ban feleségül vette a tehetős Karoline von Kottwitzot, akitől a következő évek során négy lánya és három fia született. Miután a felesége 1803-ban Mittel-Kauffung birtokát megszerezte, Gneisenau mezőgazdasággal kapcsolatos írások tanulmányozásába kezdett, fajtanemesítési terveket fogalmazott meg és beüzemelt egy szeszfőzdét. Emellett továbbra is intenzíven folytatott katonai tanulmányokat.

### Hadseregreformeri működése a Napóleon elleni harcokban (1806–1812)
1806. október 10-én Lajos Ferdinánd porosz herceg parancsnoksága alatt a Saalfeldnél vívott csata során első ízben vett részt a napóleoni csapatok elleni harcokban és itt meg is sebesült. Ennek ellenére a jéna-auerstedti csatában is harcolt október 14-én Ernst von Rüchel porosz tábornok kíséretében. A vesztes csata után Gneisenaunak sikerült a porosz hadsereg gyülekezési pontjára, Graudenzbe eljutnia. 1806. december 17-én őrnaggyá nevezték ki és zászlóaljával a litván határra helyezték. Tanulmányokban elemezte a poroszoknak a jéna-auerstedti csata során elkövetett hibáit és a taktika reformját követelte. Ernst von Rüchel tábornok javaslatára III. Frigyes Vilmos Gneisenaut jelölte ki az ostrom alatt álló pomerániai erőd, Kolberg új parancsnokává, ahova 1807. április 29-én tengeri úton érkezett meg. Sikeresen szervezte meg a gyenge védművekkel rendelkező erődítmény védelmét, melybe a Joachim Nettelbeck vezette hazafias polgárokat is bevonta. A kolbergi harcoknak a porosz-francia fegyverszüneti egyezmény vetett véget 1807. július 2-án. Gneisenaut már 1807. június 13-án alezredessé nevezték ki és megkapta a Pour le Mérite érdemrendet. Scharnhorst kérésére bevették a hadsereg újjászervezését végző bizottságba.
1807 és 1810 között Gneisenau főleg Memelben és Königsbergben tartózkodott. Többek között Yorck tábornokkal dolgozta ki a gyalogság új kiképzési szabályzatát 1812-ben. Más tisztekkel együtt azt a megbízást kapta, hogy elemezze ki azokat az eseménysorozatokat, melyek Erfurt, Magdeburg, Nienburg és Neiße erődjeinek a kapitulációjához valamint a prenzlaui, jéna-auerstedti valamint hallei vereségekhez vezettek. 1808 nyarán az „Észak-Németország általános fegyveres felkelésének konstitúciója Franciaország ellen” („Konstitution für die allgemeine Waffenerhebung des nördlichen Deutschlands gegen Frankreich“) című tanulmányában a királytól a nép felfegyverzését kéri. 1808 májusában az erődítmények felügyelőjévé nevezték ki és 1808 szeptemberében a műszaki hadtest vezetője is lett egyben. 1809 március 1-jén a tüzérségi és mérnöki részleg tagja lett és a porosz hadügyminisztériumba hívták. 1809 májusában ismét elővette a népfelkelés gondolatát és javasolta egy „Porosz Légió” felállítását az osztrákok oldalán.
1809 májusában Gneisenaut ezredessé nevezték ki és 1809 júliusában kilépett a katonai szolgálatból a „béke idejére”, mivel őt és más reformereket konzervatív erők az udvarnál megrágalmazták és árulással gyanúsították. 1809-ben nem hivatalos megbízással Nagy-Britanniába utazott, hogy felmérje a brit segítség lehetőségeit a Napóleon elleni harcban. A katonai képességeit ismerve a braunschweig-oelsi herceg felkínálta neki a „fekete sereg” nevű szabadhadtestének parancsnokságát és a britek is biztatták, hogy lépjen be a Német-Angol Légióba. Gneisenau 1810 decemberében csalódottan tért vissza Berlinbe. A francia besúgók elől Clausewitz egy a Berlin melletti Pankowban dolgozó asztalosnál szállásolta el. Ezt követően Gneisenau sziléziai birtokára ment, de továbbra is szoros kapcsolatot tartott fent a reformerekkel (Scharnhorsttal, Boyennel és Blücherrel).
1811 márciusában Hardenberg államkancellár Fürstenwalde melletti Tempelberg birtokára hívatták, hogy a kiéleződő orosz-francia kapcsolatok folytán előálló új helyzetről értekezzenek. Ugyanebben az évben Scharnhorst, Boyen, Clausewitz és Gneisenau előkészítették egy népfelkelés tervét, melyet Gneisenau fogalmazott meg és Hardenberg 1811. augusztus 11-én adott át a királynak, amit azonban ő elutasított. Gneisenau tovább dolgozott a felkelés tervein. Az 1812. február 24-ei szerződés után, melyben Poroszország vállalta egy 21.000 fős segédhadtest felállítását a franciák Oroszország elleni hadjáratának segítéséhez, Gneisenau ismét beadta a lemondását és Nagy-Britanniába távozott. Ismét a brit támogatás lehetőségeit akarta kipuhatolni. Bécs érintésével I. Sándor cárhoz utazott Vilniusba, aki számára készített egy elemzést az orosz haderőről. Stockholmot érintve érkezett meg Londonba, ezúttal is hivatalos megbízás nélkül. Megbeszéléseket folytatott a kormányzattal, de konkrét ígéretet nem kapott. Kolbergen keresztül érkezett Breslauba a királyi udvarhoz, ahova 1813. március 11-én érkezett meg.

### A felszabadító háborúkban játszott szerepe (1812–1815)

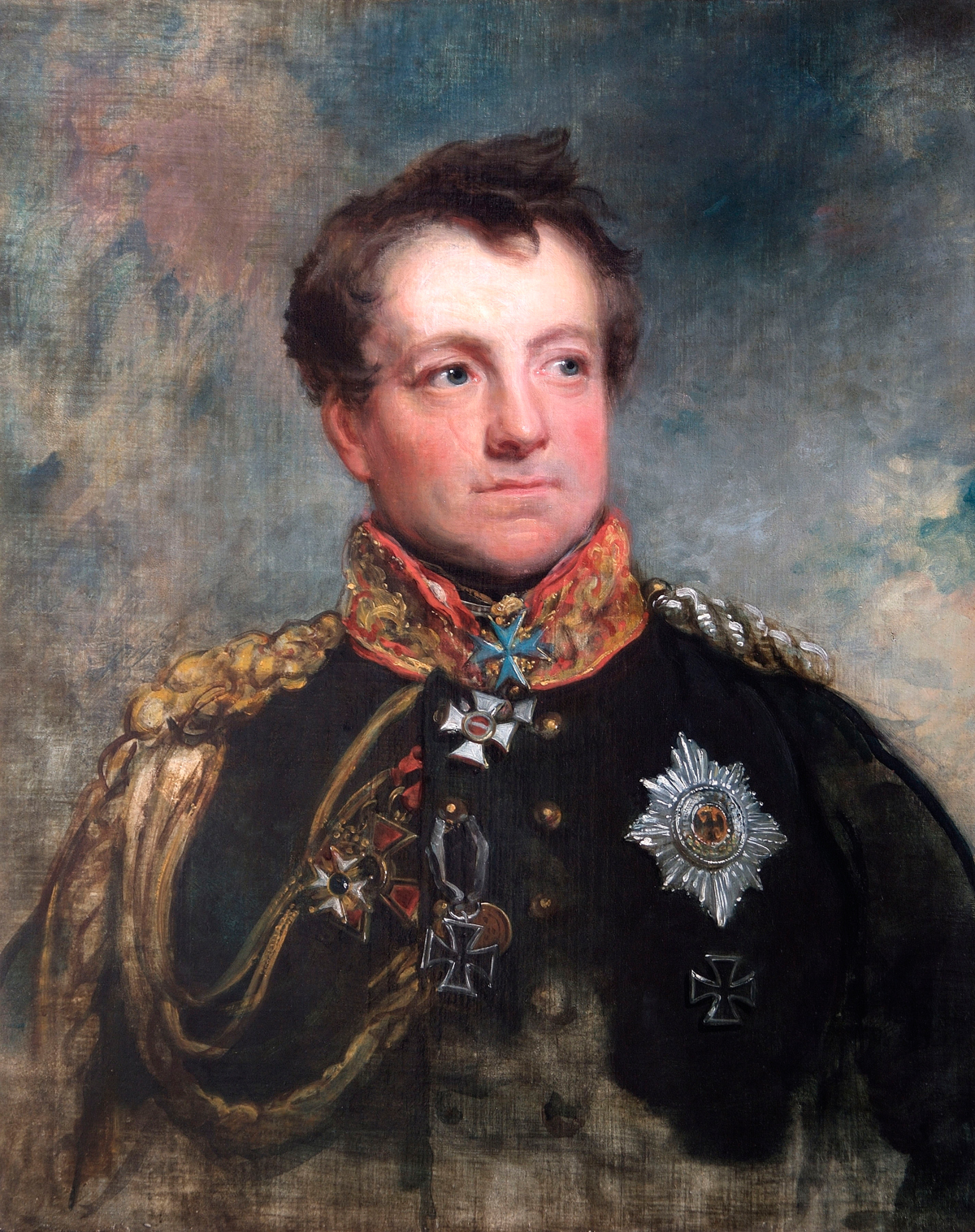
Gneisenau 1818-ban

A francia vereséget hozó 1812-es oroszországi hadjárat után végül megvalósultak a reformok Poroszországban és 1813. március 16-án III. Frigyes Vilmos hadat üzent Franciaországnak. Gneisenaut vezérőrnagyként ugyanebben a hónapban ismét felvették a porosz hadseregbe és mint másod-főszállásmestert Blücher hadseregéhez helyezték, ahol August nevű fia is szolgált a lovasságnál. A Rajnai Szövetséghez tartozó Szászországba való benyomuláskor Gneisenau felhívást fogalmazott meg a közös ellenállásról. A franciák által kiürített Drezdában folyami átkelők létesítését rendelte el, mivel a visszavonuló franciák az Elba összes hídját felrobbantották. 1813. május 2-án a Großgörschennél (ma Lützen városrésze) vívott csatában ő irányította a balszárny lovasságát. Mivel ebben a csatában Scharnhorst vezérőrnagy, az első főszállásmester megsebesült, Gneisenau átvette az ő feladatait is. Május 20–21-én Bautzennél az egyesült orosz–porosz seregek ismét alulmaradtak, míg május 26-án az alsó-sziléziai Haynaunál vívott lovasütközetet megnyerték.
Az 1813 június 4-től augusztusig tartó tűzszünetet Gneisenau arra használta fel, hogy a porosz csapatokat továbbképezze és felszerelésüket javítsa, különös tekintettel Blücher sziléziai hadtestére. Ugyanakkor a megbetegedett Friedrich Wilhelm von Götzen helyett Szilézia főkormányzójának feladatát is ellátta. Ebben a minőségben kiépíttette és felszereltette Szilézia erődjeit. Augusztus közepén az egy porosz és két orosz hadtest összevonásával létrejött sziléziai hadseregnek 105 000 katonája volt Blücher parancsnoksága alatt. Az augusztus 21-23. között vívott löwenbergi, bunzlaui és goldbergi ütközetek után a hadseregnek vissza kellett vonulnia. Viszont az augusztus 26-ikán Liegnitz közelében, a Katzbach patak menti csatában már ők győzedelmeskedtek.
1813 szeptember végéig a Blücher és Gneisenau vezette sziléziai hadsereg Sziléziában harcolt és szeptember 26-án Bautzenen keresztül északra tört előre. 1813. október 5-én a hadsereg Bitterfeldtől keletre állt. A másik két szövetséges hadsereg, a svéd Bernadotte koronaherceg vezette Északi hadsereg és az osztrák Schwarzenberg herceg vezette Csehországi hadsereg is Lipcse környékén összpontosította erejét, ahol 1813 október 18-án került sor a döntő ütközetre, a „népek csatájára”. Blücher és Gneisenau elsőkként vonultak be csapataikkal a városba. A vásártéren I. Miklós cár, Ferenc császár, III. Frigyes Vilmos király és Schwarzenberg herceg méltatta kettejüket. Gneisenaut érzékenyen érintette, hogy a porosz király személyesen nem említette őt beszédében. 1813. december 18-án altábornaggyá léptették elő. A koalíciós erők közösen vezetett hadjáratára szőtt elképzeléseit politikai okokból elutasították, e terveit csak 1813 végén sikerült keresztülvinnie.
A sziléziai hadsereg 1814. január 1-jén Kaubnál átkelt a Rajnán és Franciaország irányába vonult tovább. Leveleiben Gneisenau óvott a Napóleonnal kötendő békétől, melyről 1814 februárjáig folytattak tárgyalásokat. A hadjárat 1814. március 31-én Párizs kapitulációjával ért véget. Napóleonnak, akinek polgári és katonai támogatói a Bourbonok oldalára pártoltak, le kellett mondania és el kellett hagynia Franciaországot. A király Gneisenaunak a szolgálataiért grófi címet adományozott és 1814. augusztus 3-án a Berlini Egyetem díszdoktorává avatta Hardenberggel, Blücherrel, Yorckkal, Kleisttel, Bülow-val és Tauentziennel együtt. Gneisenau számos levelében beszámolt be a szabadságharc során szerzett élményeiről Ernst von Rüchel tábornoknak, az időközben a seregtől már elbocsátott régi támogatójának.
Napóleon visszatérése után Gneisenau továbbra is Blücher hadseregének vezérkari főnöke maradt. A saját parancsnokságot azért tagadták meg tőle, mert a népfelkelésről szőtt terveit jakobinus elvek hatásának vélték. Bár ez a megítélése Gneisenaut nagyon bántotta, a feladatait ennek ellenére nagy akaraterővel és energiával végezte. A hadsereget fegyverekkel látta el és pénzt szerzett Nagy-Britanniából a csapatok ellátásának és öltöztetésének biztosítására valamint Blücherrel közösen tervezték a hadjáratokat. A Wellington vezette brit-németalföldi erőkkel való egyesülés meghiúsult, mikor Napóleon a poroszokat megverte Ligny-nél, míg a franciák és britek között vívott Quatre Bras-i csata nem hozott eredményt. Emiatt Blücher és Gneisenau a terveket úgy változtatták meg, hogy nem vonultak vissza keleti irányban, hanem északi irányba vonultak, és bár így feladták utánpótlási vonalaikat, viszont így egyesülhettek még Wellington erőivel. Wellington június 18-án kiállt Napóleon ellen Waterloonál. Az egész napon át tartó ütközet csak késő délután dőlt el, amikor a porosz erők elérték a csatateret. Napóleon megsemmisítő vereséget szenvedett, és a győztesek későbbi döntésének megfelelően Szent Ilona szigetére száműzték. A porosz csapatok Napóleon számos tulajdonát zsákmányul ejtették, melyből Gneisenau a császári pecsétet tartotta meg magának. A csata után Wellington előtt sikerült elérnie Párizst, amiért a Fekete Sas-rend kitüntetésével jutalmazták. Érdemeiért 1815 júliusában gyalogsági tábornokká nevezték ki és a bajor Miksa József király az általa alapított Katonai Miksa József-rend nagykeresztjével tüntette ki.

### Befolyásvesztése, öregkora és halála
A háború után a köszvényben megbetegedett Gneisenau az eladósodott birtokára költözött. De már 1815 októberében átvette a rajnai csapatok főparancsnokságát. Tartotta a kapcsolatot a haladó szemléletű értelmiségiekkel és így, mint „jakobinus” a királyi udvar konzervatívabb köreinek állandó támadásainak volt kitéve. Ezért 1816 áprilisában benyújtotta lemondását, melyet a király nem fogadott el és helyette „meghatározatlan idejű szabadságot” biztosított számára. Mikor pár héttel később visszatért helyét már másvalaki töltötte be. Gneisenaut a király a Porosz Államtanácsba hívta, de ennek elfogadására csak Hardenberg tudta rábeszélni. A külügy valamint a katonai ügyek részlegének elnökségét töltötte be. 1818-ban Gneisenaut a király Berlin kormányzójának tette meg, mely titulus csak reprezentatív jelentőséggel bírt. 1819-ben a Landwehr önállóságát megszüntették, anélkül, hogy erről Gneisenauval, mint a katonai részleg vezetőjével, előzetesen konzultáltak volna. A katonai felügyelőbizottság (Ober-Militär-Examinationskommission) elnökévé nevezték ki, amely a tisztek alkalmasságának tudományos vizsgálatát végezte. Itt tisztán adminisztratív feladatokat látott el, így ellenfelei nyomására minden döntési befolyást megvontak tőle. Gneisenau javaslatára Berlin kormányzójának hivatalát 1820-ban megszüntették, így az államkasszát annak költségei nem terhelték, a címet és a szolgálati lakást azonban megtartotta. Berlin és a Hirschberg melletti Erdmannsdorf birtoka között ingázott, melyet Mittel-Kauffung birtokáért elcserélve szerzett meg. Gneisenau támogatta a művészeteket, a régi kastélykert (Schloßgarten) helyrehozatalát Berlinben és Schinkellel, Christian Daniel Rauch-hal és Carl von Clausewitz-cel gondoskodott arról, hogy Scharnhorst egy méltó emlékművet kapjon, melyet az invalidusok temetőjében, Berlinben még mindig látni lehet.
1822-ben harmadik gyermeke születésekor elhunyt lánya, Agnes, aki Scharnhorst fiának, Wilhelmnek volt a felesége. Gneisenau innentől maga gondoskodott az unokáiról, mivel a veje külföldön tartózkodott.
A waterloo-i csata 10. évfordulója alkalmából, 1825. június 18-án rendezett ünnepségek keretében Gneisenaut vezértábornaggyá nevezték ki. Királyi adományként kapta meg a szászországi Sommerschenburg birtokot. Továbbra is gyanakodtak rá forradalmi elgondolásokat tulajdonítva neki, holott már rég konzervatív nézeteket vallott. Emiatt levelezését folyamatosan megfigyelték.
1830-ban Lengyelországban felkelés tört ki az orosz megszállókkal szemben. A keleti határra küldött porosz hadtest főparancsnokságával 1830 decemberében Gneisenaut bízták meg. I. Miklós orosz cár azonban nem kért segítséget Poroszországtól a felkelés leveréséhez. Gneisenau 1831. augusztus 23-án áldozatául esett az Oroszországból Lengyelországon át érkező kolera-járványnak az után, hogy május 1-jén Wilhelm von Scharnhorstnak még azt írta, hogy: „Én a magam részéről a kolerát sem annyira fertőzőnek, sem annyira veszélyesnek nem tartom”.

## Leszármazottai
Fiai, August, Hugo és Bruno katonai pályára léptek. Agnes lánya Wilhelm von Scharnhorst, Hedwig lánya Friedrich von Brühl gróf, Emilie pedig Karl von Hohenthal gróf felesége lett. Ottilie nevű lánya hajadon maradt.
A Hitler elleni merénylet (1944 július 20.) kitervelői közül Berthold és Claus Schenk von Stauffenberg grófok Gneisenau dédunokái - Emilie lánya unokái - voltak.

## Mauzóleuma

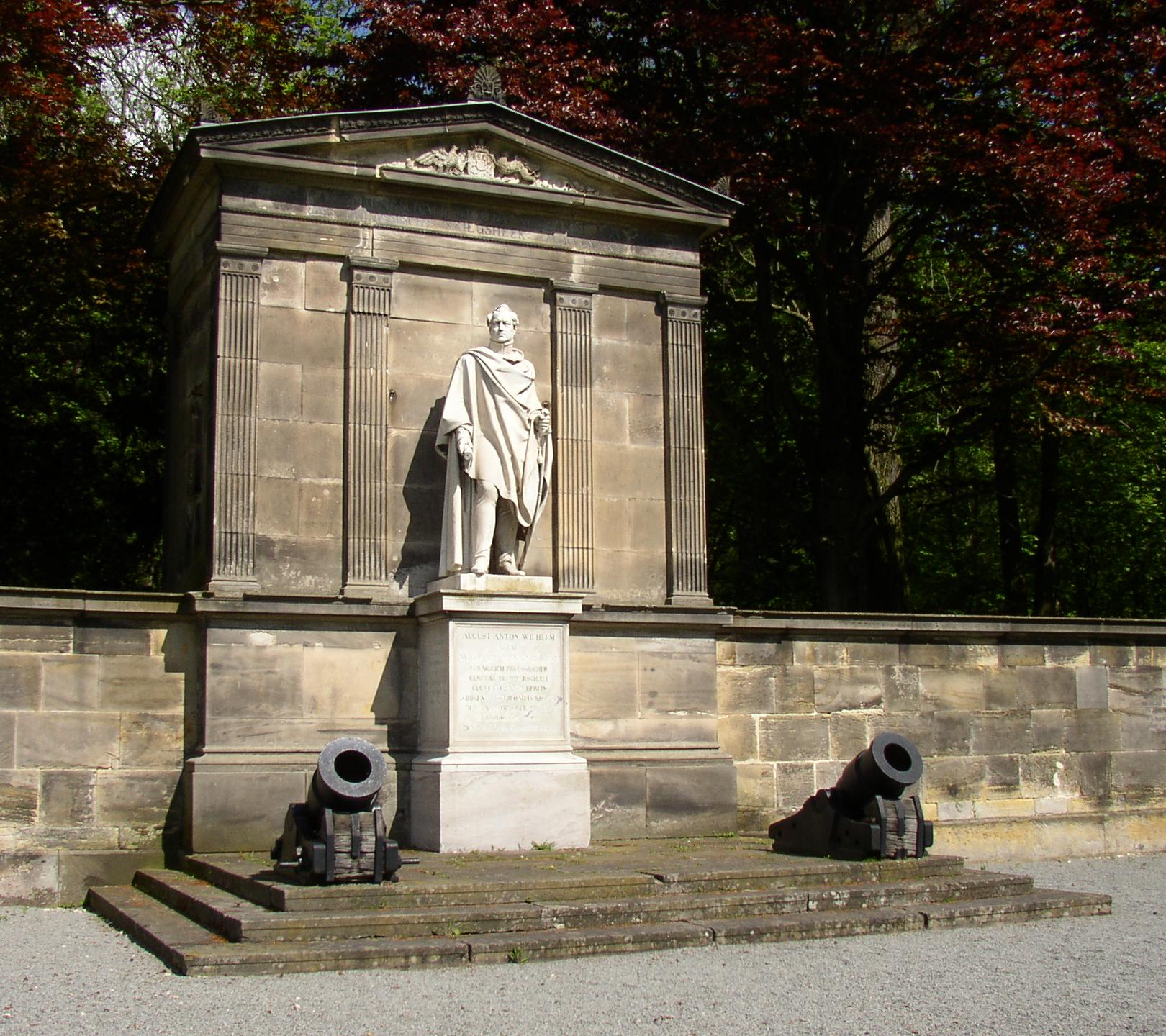
Gneisenau mauzóleuma Sommerschenburgban

Neidhardt von Gneisenau földi maradványait egy poseni bástyán ravatalozták fel majd a kolera-járvány elmúltával a wormsdorfi templomba vitték és végső nyughelye 1841-ben Sommerschenburg lett.
Az uralkodó akarata szerint méltó emléket kellett állítani az öreg szabadságharcosnak és sírja mellé márványszobrát is elhelyezték. A neves építészt, Karl Friedrich Schinkelt bízták meg a mauzóleum megtervezésével és felállításával, míg a sírt Christian Daniel Rauch szobrász faragta ki. Azonban az utóbbi elkészítése elhúzódott, mivel a hajó mely Carrarából a márványtömböt szállította, a Vizcayai-öbölben egy vihar során elsüllyedt. Évek teltek el mire egy újabb márványtömb beszerzését elrendelték, Carrarában a megfelelő darabot kiválasztották és hajón útnak indították. Mikor 1840-ben III. Frigyes Vilmos elhunyt újabb késések következtek. 1841 tavaszára készült el az emlékmű és ekkor szállították át a koporsót Sommerschenburgba. 
IV. Frigyes Vilmos új porosz király nagy tiszteletben tartotta Gneisenaut és egyik első kormányzati intézkedése volt, hogy a régóta húzódó nyilvános tiszteletadást megadja számára. 1841. június 18-án, 26 évvel Waterloo után került sor a mauzóleum felszentelésére a király jelenlétében. Valamennyi fegyvernem tábornokait, a hatóságok képviselőit és egyházi személyeket hívtak meg a rendezvényre melyen a köznép is részt vehetett.

## Emlékezete
Szülővárosa, Schildau, 1952 óta a Gneisenaustadt megjelölést is viselheti.
A Bundeswehr Akadémiájának Manfred-Wörner Központjában a központi termet róla nevezték el.
A német haditengerészetek négy hajót neveztek el utána:
- Az 1879-ben vízre bocsátott háromárbócos fregattot, mely a császári flotta iskolahajója volt.
- Az 1906-ban vízre bocsátott SMS Gneisenau páncélos cirkálót.
- Az 1936-ban vízre bocsátott Gneisenau csatahajót (csatacirkálót).
- 1958-ban a Bundesmarine állította szolgálatba Gneisenau iskolafregattját, mely egy britektől beszerzett romboló volt eredetileg.

## Fordítás
- Ez a szócikk részben vagy egészben  az   August Neidhardt von Gneisenau című német Wikipédia-szócikk ezen változatának fordításán alapul.  Az eredeti cikk szerkesztőit annak laptörténete sorolja fel. Ez a jelzés csupán a megfogalmazás eredetét és a szerzői jogokat jelzi, nem szolgál a cikkben szereplő információk forrásmegjelöléseként.
- Ez a szócikk részben vagy egészben  az   August Neidhardt von Gneisenau című angol Wikipédia-szócikk ezen változatának fordításán alapul.  Az eredeti cikk szerkesztőit annak laptörténete sorolja fel. Ez a jelzés csupán a megfogalmazás eredetét és a szerzői jogokat jelzi, nem szolgál a cikkben szereplő információk forrásmegjelöléseként.